# 유마 카운티의 끝에서: 주유소 살인사건
《유마 카운티의 끝에서: 주유소 살인사건》(영어: The Last Stop in Yuma County)는 2023년 미국의 범죄 스릴러 영화로, 프랜시스 걸루피 감독이 연출했다. 짐 커밍스, 조슬린 도너휴, 시에라 매코믹, 리처드 브레이크, 페이즌 러브, 마이클 애벗 주니어가 출연했다.

## 줄거리
1970년대 애리조나 유마 카운티의 외딴 주유소에 칼을 파는 외판원이 들른다. 주유소 직원은 기름이 다 떨어졌고, 160km 넘게 다른 주유소도 없지만 곧 유조차가 도착할 거라고 알려준다. 라디오에서는 은행 강도 사건이 보도되고, 강도들은 파손된 녹색 포드 핀토를 타고 도주했다는 내용이 나온다. 근처 식당에서 일하는 샬롯은 남편인 보안관이 태워다 주고, 식당 문을 열어 외판원을 맞이한다. 외판원은 샬롯에게 딸 생일을 위해 캘리포니아 칼즈배드로 가는 길이라고 말한다.
곧이어 강도 트래비스와 보가 녹색 핀토를 타고 나타나고, 외판원은 이 차가 은행 강도 차량과 일치한다는 것을 눈치챈다. 그는 샬롯에게 이 사실을 알리고, 샬롯은 보안관에게 전화하려 하지만 보는 그녀를 막고 전화선을 끊어버린다. 강도들은 주유 트럭이 도착하거나 기름이 충분한 다른 차가 올 때까지 둘에게 평소처럼 행동하라고 강요한다. 하지만 트럭은 사고로 전복되어 오지 못하게 된다.
보안관의 부관 개빈이 경찰서 커피를 사러 식당에 들르고, 샬롯은 커피 컵 뚜껑에 도움 요청 메시지를 적어 전달하려 하지만, 개빈이 트래비스와 부딪히면서 커피를 쏟고 뚜껑은 보이지 않게 된다. 그 사이 식당에는 텍사스에서 온 노부부, 젊은 범죄자 커플 마일스와 시빌, 지역 목장주 피트가 합류한다. 피트의 차에 기름이 거의 다 차 있는 것을 본 보와 트래비스는 그의 차 키를 빼앗으려 하지만, 식당에 총을 가진 사람들이 많아지면서 멕시코식 대치 상황이 벌어진다. 피트는 이 상황을 해결하려 하지만, 샬롯이 보를 칼로 찌르면서 총격전이 벌어진다. 그 결과 외판원과 시빌을 제외한 모두가 죽는다. 외판원은 자위로 시빌까지 죽이게 된다.
외판원은 핀토 트렁크에서 강도들의 돈을 꺼내 피트의 트럭에서 기름을 빼내 자신의 차에 채운다. 떠나려던 찰나에 갓난아기를 안은 젊은 부부가 나타나고, 싸움 끝에 외판원은 둘 다 죽인다. 그리고 실수로 자신의 차 연료통을 쏘게 된다. 그는 아기를 부부의 차에 남겨두고 기름을 흘리며 도망친다. 보안관과 부관이 현장에 도착하고 참혹한 광경을 목격한다. 아내의 복수를 위해 보안관은 도망치는 외판원을 추격한다. 외판원의 차는 유조차 사고 현장 근처에서 기름이 떨어져 멈추고, 보안관은 그의 결백 주장을 믿지 않고 그에게 총을 쏜다. 외판원은 총에 맞기 직전 흘린 기름에 불을 붙여 유조차를 폭파시키고, 보안관은 폭발에 휘말려 죽은 듯 보인다. 외판원은 돈 가방 위에 쓰러지고 돈은 바람에 날아간다.

## 출연진
- 짐 커밍스 - 세일즈맨
- 조슬린 도너휴 - 샬럿
- 시에라 매코믹 - 시빌
- 니컬러스 로건 - 트래비스
- 마이클 애벗 주니어 - 찰리
- 코너 파올로 - 개빈
- 앨릭스 에소 - 세라
- 로빈 바틀렛 - 얼린
- 존 프라우드스타 - 피트
- 샘 헌팅턴 - 데이비드
- 라이언 메이슨 - 마일스
- 바버라 크램프턴 - 버지니아
- 진 존스 - 로버트
- 페이즌 러브 - 버넌
- 리처드 브레이크 - 보
- 로버트 브로스키 - 트럭 운전사